# Campeche (gmina)
Campeche – niewielka gmina w północnej części meksykańskiego stanu Campeche, położona na półwyspie Jukatan, na wybrzeżu Zatoki Meksykańskiej. Jest jedną z 11 gmin w tym stanie. Siedzibą władz gminy jest stolica stanu i największe miasto Campeche. Gminę utworzono 7 grudnia 1915 roku decyzją gubernatora stanu Campeche.

## Geografia gminy
Powierzchnia gminy wynosi 3 410,64 km², co czyni ją jedną z mniejszych w stanie Campeche. Jednak ze względu na to, że gmina obejmuje swym zasięgiem największe miasto w stanie to jest ona najliczniejsza i ludność w 2010 roku liczyła 259 005 mieszkańców. Powierzchnia gminy jest równinna i rejon niezurbanizowany pokryty jest głównie lasami które mają charakter lasów deszczowych. Klimat jest ciepły i wilgotny z temperaturami rocznymi zawierającymi się w przedziale od 23,2 °C do 29,6 °C, ze średnią roczną wynoszącą 26,8 °C.

## Gospodarka gminy
Ludność gminy jest zatrudniona według ważności w następujących gałęziach: handlu, usługach, budownictwie oraz rolnictwie, leśnictwie i rybołówstwie. Najczęściej uprawia się kukurydzę, sorgo, soję, fasolę, arbuzy i pomidory a także wiele gatunków sadowniczych takich jak pomarańcze, mango, pigwicę, grejpfruty inne cytrusy oraz awokado. Z hodowli najpowszechniejsza jest hodowla bydła mlecznego. Dzięki 60 kilometrowemu wybrzeżu rozwinięte jest także rybołówstwo.